# Elitserien i baseboll 2002
Elitserien i baseboll 2002 var den för 2002 års säsong högsta serien i baseboll i Sverige. Totalt deltog 8 lag i serien och alla spelade mot varandra tre gånger, vilket gav totalt 21 omgångar. Utöver detta spelade varje lag ytterligare tre omgångar mot tre av lagen i serien, vilket gjorde att alla lag i Elitserien 2003 spelade totalt 30 matcher. De fyra främsta avancerade vidare till slutspel, de två lägst placerade gick till nedflyttningsplayoff.

## Sluttabell
Karlskoga och Oskarshamn hamnade på samma vinstprocent, men Karlskoga var bättre i inbördes möten.
| Nr | Lag                  | Matcher | Vunna | Förlorade | Vinstprocent |
| -- | -------------------- | ------- | ----- | --------- | ------------ |
| 1  | Sundbyberg Heat      | 30      | 24    | 6         | 0.800        |
| 2  | Rättvik Butchers     | 30      | 19    | 11        | 0.633        |
| 3  | Leksand Lumberjacks  | 30      | 18    | 12        | 0.600        |
| 4  | Karlskoga Bats       | 30      | 14    | 16        | 0.467        |
| 5  | Oskarshamn Lost Boys | 30      | 14    | 16        | 0.467        |
| 6  | Tranås               | 30      | 13    | 17        | 0.433        |
| 7  | Skellefteå           | 30      | 12    | 18        | 0.400        |
| 8  | Alby Stars           | 30      | 6     | 24        | 0.200        |

## Slutspel
I slutspelet deltog lagen som hamnade på plats ett till fyra i den andra omgången. Laget på första plats mötte laget på fjärde plats och laget på andra mötte det tredje, i en semifinalserie. Semifinalerna spelades i bäst av fem matcher och finalerna spelades i bäst av sju matcher. I den första semifinalen möttes Sundbyberg och Karlskoga, i den andra Leksand och Rättvik. Sundbyberg och Rättvik vann båda sina matchserier med 3-0 i matcher och möttes i finalspel. I finalspelet spelades alla sju matcher där Rättvik drog det längst strået och vann med 4-3 i matcher.

## Nedflyttningsplayoff
Ett playoff-spel spelades för att avgöra upp- och nedflyttning inför kommande säsong. Först spelades en omgång i bäst av fem matcher mellan de fyra sista i Elitserien. Skellefteå mötte Tranås och Oskarshamn mötte Alby. Vinnarna i de matcherna blev klara för spel i Elitserien nästa säsong, medan förlorarna gick till en andra omgång. Skellefteå vann med 3-1 i matcher mot Tranås och Oskarshamn med 3-0 i matcher mot Alby, som alltså möttes i den andra omgången. Där vann Tranås med 3-0 i matcher och blev följaktligen klara för spel i Elitserien kommande säsong. Alby gick till en avgörande match i bäst av fem mot laget från divisionen under - Stockholm. Den serien vann Alby med 3-0 och säkrade alltså plats i Elitserien 2003. Skellefteå skulle dock inte spela i Elitserien under kommande säsong utan ersattes av Skövde.

### Webbkällor
- Svenska Baseboll- och Softbollförbundet, Elitserien 1963-